# Nicetas
Nicetas is een geslacht van vlinders van de familie spinneruilen (Erebidae), uit de onderfamilie Herminiinae.

## Soorten
- N. annon Druce, 1891
- N. antonialis Schaus, 1916
- N. bathalis Schaus, 1916
- N. biciliata Warren, 1889
- N. lycon Druce, 1891
- N. panamensis Druce, 1891
- N. viola Hampson